# گالف آزورو
گالف آزورو (به انگلیسی: Golfo Azzurro) یک کشتی است که طول آن ۴۲٫۸۱ متر (۱۴۰٫۵ فوت) می‌باشد.